# Liang Wenbo
Liang Wenbo (n. 5 martie 1987) este un jucător chinez de snooker. În ultimii ani a fost cel mai cunoscut jucător din China, după Ding Junhui. 
A ocupat poziția a 11-a mondială, cel mai bun loc din cariera sa. A realizat breakul maxim de trei ori. Wenbo a câștigat Openul Englez în 2016, acesta fiind singurul său titlu din carieră.  